# モロッコ・ディルハム
モロッコ・ディルハム（アラビア語: درهم مغربي 、フランス語: Dirham marocain、Moroccan dirham）は、モロッコの通貨。ISO 4217の通貨コードはMAD。通貨記号はد.م.で、DHやDhsといったラテン文字での略式表記も用いられる。補助単位は100分の1のサンチーム（santim ／アラビア語単数形 سنتيم、複数形: سنتيما または سنتيمات）。
モロッコ・ディルハムはモロッコの中央銀行、国立アル=マグリブ銀行（Bank al-Maghrib）によって発券される。西サハラのモロッコ実効支配地域でも事実上の通貨ともなっている。

## 歴史
1882年に近代的な通貨制度が導入されるまでは、モロッコはファルスを単位とした銅貨と、ディルハムを単位とした銀貨、バンドゥキを単位とした金貨を発行していた。1882年からは、ディルハムはモロッコ・リアルの補助単位となり、1リアル=10ディルハムであった。
1960年に再度ディルハムが主要通貨単位となり、その際フランに替わって導入されたがフランは1ディルハム=100フランとして1974年まで使用され、その後フランはサンチームに置き換えられた。

## 硬貨
1960年に1ディルハム銀貨が導入された。その後1965年には1ディルハムニッケル貨、5ディルハム銀貨に変更された。1974年サンチーム導入に伴い、1、5、10、20、50サンチームと1ディルハム硬貨が発行された。1サンチーム硬貨はアルミ貨、5〜20サンチーム硬貨は真鍮貨、それ以上は白銅貨であった。1980年に5ディルハム白銅貨が追加され、1987年にバイメタル貨に変更された。このバイメタル貨はグレゴリオ暦（西暦）とヒジュラ暦（イスラム暦）の二つの暦による年号が記されている（例えば西暦1987年=イスラム暦1407年）。1サンチーム硬貨は新デザインが導入された1987年のみ発行され、またその際50サンチーム硬貨は新たに大きさや材質を変更し1/2ディルハム硬貨として発行された。新5ディルハム硬貨と10ディルハム硬貨共にバイメタル貨で1995年に発行された。2002年に2ディルハム白銅貨が発行された。
| ディルハム硬貨 | ディルハム硬貨 | ディルハム硬貨 | ディルハム硬貨                                      | ディルハム硬貨 | ディルハム硬貨                                                 | ディルハム硬貨                             | ディルハム硬貨 |
| 額面           | 形状           | 形状           | 形状                                                | 特徴           | 特徴                                                           | 特徴                                       |                |
| 額面           | 直径           | 量目           | 材質                                                | 縁             | 表面                                                           | 裏面                                       |                |
| -------------- | -------------- | -------------- | --------------------------------------------------- | -------------- | -------------------------------------------------------------- | ------------------------------------------ | -------------- |
| 1サンチーム    | 17 mm          | 0.7 g          | アルミニウム                                        | スムース縁     | モロッコの国章及び「モロッコ王国」の文字刻印                   | 漁業                                       |                |
| 5サンチーム    | 17.5 mm        | 2 g            | アルミニウム青銅 92% 銅 6% アルミニウム 2% ニッケル | スムース縁     | モロッコの国章及び「モロッコ王国」の文字刻印                   | 舵柄と漁網                                 |                |
| 10サンチーム   | 20 mm          | 3 g            | アルミニウム青銅 92% 銅 6% アルミニウム 2% ニッケル | ギザ縁         | モロッコの国章及び「モロッコ王国」の文字刻印                   | 農業                                       |                |
| 20サンチーム   | 23 mm          | 4 g            | アルミニウム青銅 92% 銅 6% アルミニウム 2% ニッケル | ギザ縁         | モロッコの国章及び「モロッコ王国」の文字刻印                   | 持続可能な開発と環境                       |                |
| 1/2ディルハム  | 21 mm          | 4 g            | 白銅 75% 銅 25% ニッケル                            | ギザ縁         | モロッコの国章及び「モロッコ王国」の文字刻印                   | 文化的多様性                               |                |
| 1ディルハム    | 24 mm          | 6 g            | 白銅 75% 銅 25% ニッケル                            | ギザ縁         | ムハンマド6世及び「モロッコ王国」と「ムハンマド6世」の文字刻印 | モロッコの国章                             |                |
| 2ディルハム    | 26 mm          | 7 g            | 白銅 75% 銅 25% ニッケル                            | ギザ縁         | ムハンマド6世                                                  | モロッコの国章およびモロッコ王国の文字刻印 |                |
| 5ディルハム    | 25 mm          | 7.5 g          | 周縁部: 白銅 中央部: ノルディック・ゴールド         | ギザ縁         | ムハンマド6世及び「モロッコ王国」と「ムハンマド6世」の文字刻印 | サハラ砂漠の開発                           |                |
| 10ディルハム   | 27 mm          | 9 g            | 周縁部: ノルディック・ゴールド 中央部: 白銅         | ギザ縁         | ムハンマド6世及び「モロッコ王国」と「ムハンマド6世」の文字刻印 | 開発とインフラ                             |                |

## 紙幣

### 現在発行中の紙幣
| 画像 | 画像 | 額面  | 発行 | 大きさ (mm) | 基調色 | デザイン                          | デザイン                                                                         |
| 表面 | 裏面 | 額面  | 発行 | 大きさ (mm) | 基調色 | 表面                              | 裏面                                                                             |
| ---- | ---- | ----- | ---- | ----------- | ------ | --------------------------------- | -------------------------------------------------------------------------------- |
|      |      | 20Dh  | 2012 | 130 × 70    | 紫     | ムハンマド6世                     | ラバトとサレにかかるハサン2世橋及びハサン2世モスクを背景にしたカサブランカの風景 |
|      |      | 50Dh  | 2012 | 137 × 70    | 緑     | ムハンマド6世                     | アルガンノキ、アルガン オイルの石臼、ハヤブサ、アウザウド滝                      |
|      |      | 100Dh | 2023 | 144 × 70    | 茶色   | ムハンマド6世                     | アウインのメシュアール広場、タンタンの伝統的な祭り、西サハラの高速道路           |
|      |      | 200Dh | 2024 | 151 × 70    | 青     | ムハンマド6世及び ムハンマド6世橋 | ムハンマド6世タワー及びマラケシュ・メナラ空港                                    |